# Ermita de San Agustín (Alcublas)
La ermita de San Agustín es un pequeño templo situado junto a la carretera hacia Segorbe, al norte del casco urbano de Alcublas. Es Bien de Relevancia Local con identificador número 46.10.018-007.

## Historia
Fue construida en el siglo XVII en agradecimiento al hallazgo del manantial de agua de San Agustín, que se encuentra a pocos metros.

## Descripción
Su planta es hexagonal, levantándose en muro de piedra hasta una cubierta de teja árabe de seis faldones, que forman un tejado campaniforme. La puerta es de madera con dintel curvilíneo y una pequeña ventana con cerrajería que permite ver el altar de la ermita desde el exterior.
En la hornacina del interior hay un cuadro al óleo del santo titular, firmado por S. Romero.